# قوس روبنسون
قوس روبنسون هو الاسم الذي يطلق على الدرج الضخم الذي يحمله قوس حجري واسع غير عادي، والذي كان يقف في الزاوية الجنوبية الغربية من الحرم القدسي الشريف. تم بناؤه كجزء من توسيع الهيكل الثاني الذي بدأه هيرودس الأول في نهاية القرن الأول قبل الميلاد. تشير النتائج الحديثة إلى أنه ربما لم يكتمل إلا بعد 20 عامًا على الأقل من وفاته. وقد شُيدت المساحة الحجرية الضخمة مع الجدران الاستنادية للحرم القدسي. وقد نقل الحياة الشعبية والأسواق من منطقة السوق السفلى القديمة في القدس إلى أعلى سطح الجبل. تم تدمير الجسر خلال الثورة اليهودية الكبرى، بعد بضعة عقود فقط من اكتماله.